# Plectroninia minima
Plectroninia minima är en svampdjursart som beskrevs av Jean Vacelet 1967. Plectroninia minima ingår i släktet Plectroninia och familjen Minchinellidae. Inga underarter finns listade i Catalogue of Life.